# 鄢敏學
鄢敏學（？—？），清朝官員。廣西馬平縣人。

## 生平
鄢敏學於清道光十八年（1838年）中式戊戌科進士。道光十九年（1839年）三月出任順天府固安縣知縣。後調任四川雲陽縣，咸豐二年（1852年）因違例借貸部民財物，被革職。